# Grærup Strand
Grærup Strand är en strand i Danmark. Den ligger i Region Syddanmark, i den västra delen av landet vid Nordsjön.